# SM U-33
SM U-33 – niemiecki okręt podwodny typu U-31 zbudowany w Friedrich Krupp Germaniawerft w Kilonii w latach 1912-1914. Wodowany 19 maja 1914 roku, wszedł do służby w Cesarskiej Marynarce Wojennej 27 września 1914 roku. Służbę rozpoczął w IV Flotylli na Bałtyku. Od sierpnia 1915 roku rozpoczął służbę na Morzu Śródziemnym w Pola flotilla z bazą w Pula. Od marca do 27 listopada 1916 roku jednostka została przydzielona do Flotylli Konstantynopol (Constantinople flotilla) z bazą w Konstantynopolu, a następnie powrócił do Puli.
Pierwszym dowódcą został Konrad Gansser. 28 marca 1915 okręt usiłował zatrzymać brytyjski prom „Brussels”, lecz jego kapitan Charles Fryatt podjął próbę staranowania okrętu podwodnego, zmuszając go do ucieczki. 2 kwietnia 1915 roku U-33 zatopił pierwszy statek, była to francuska barka  pojemności 399 BRT. 4 kwietnia na liście zwycięstw U-33 znalazł się kolejny statek – rosyjski żaglowiec „Hermes”. 30 marca 1916 roku U-33 zaatakował rosyjski statek szpitalny „Portugal”, który był chroniony konwencją haską. W wyniku zatopienia statku zginęło 115 członków załogi oraz pracowników Czerwonego Krzyża.
1 kwietnia 1917 roku Konrad Gansser został zastąpiony przez kapitana Gustawa Siessa Siess był dowódcą U-33 do końca wojny. Pierwszym zatopionym statkiem pod dowództwem Siessa był brytyjski transportowiec przewożący wojsko SS „Cameronia” o wyporności 10 963 BRT. 15 kwietnia 1917 roku 150 mil na wschód od Malty, SS „Cameronia” został storpedowany przez U-33. W wyniku ataku statek zatonął, zginęło około 210 żołnierzy.
16 kwietnia 1917 roku U-33 zatopił francuski parowy statek pasażerski SS „Sontay” o  pojemności 7247 BRT. Zginęło 49 osób.
10 marca 1918 roku załoga SM U-33 zatopiła cztery statki na północny wschód od Port Said. Brytyjskie – parowiec SS Saint Dimitrios (3359 BRT), parowiec SS Yochow (2127 BRT), tankowiec SS Samoset  pojemności 5251 BRT oraz grecki parowiec Antonios M. Theophilatos  pojemności 2282 BRT.
Załoga okrętu poddała się 16 stycznia 1919 roku. Okręt został przetransportowany do Blyth i zniszczony na przełomie 1919 i 1920 roku.